# Xanthorhoe hyphagna
Xanthorhoe hyphagna är en fjärilsart som beskrevs av Louis Beethoven Prout 1923. Xanthorhoe hyphagna ingår i släktet Xanthorhoe och familjen mätare. Inga underarter finns listade i Catalogue of Life.